# История Гренландии
В настоящее время 84 %  поверхности острова Гренландия занято ледником, что ограничивает область человеческого заселения узкими прибрежными полосами. Климат арктический.
Гренландия была неизвестна европейцам вплоть до открытия в X веке норвежскими викингами, которые незадолго до того поселились в Исландии.
Арктические народы населяли Гренландию задолго до открытия острова европейцами, хотя перед прибытием викингов остров обезлюдел — предки современных инуитов начали селиться на юге Гренландии лишь в XIII веке.
Эскимосы-калаалиты — единственный народ, который непрерывно населял остров Гренландию на протяжении столетий; однако в XVIII веке Дания, воспользовавшись приоритетом викингов, объявила остров своим владением и начала его колонизацию. Во время Второй мировой войны Гренландия была отделена от королевства и сблизилась с Соединёнными Штатами и Канадой. По окончании войны Дания вернула себе контроль над островом, однако упразднила его колониальный статус; Гренландия была провозглашена интегральной частью Датского королевства, а в 1979 году получила широкую автономию по внутренним делам. Гренландия как государственное образование вышла из состава Европейского союза, хотя и сохранила статус ассоциированного государства.

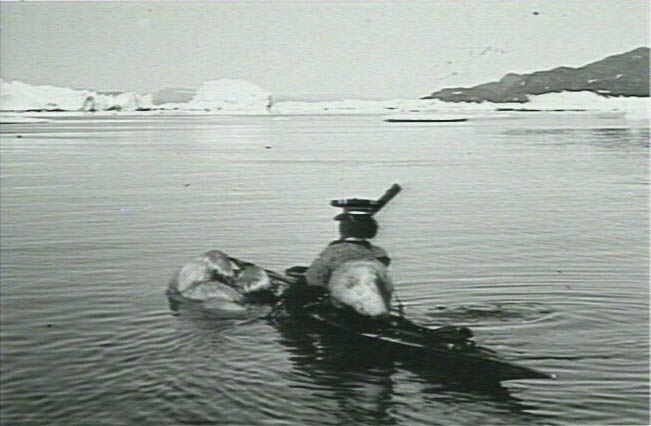
Охотник на белого медведя на каяке. Охота и рыболовство всегда были важными составляющими жизни в Гренландии.

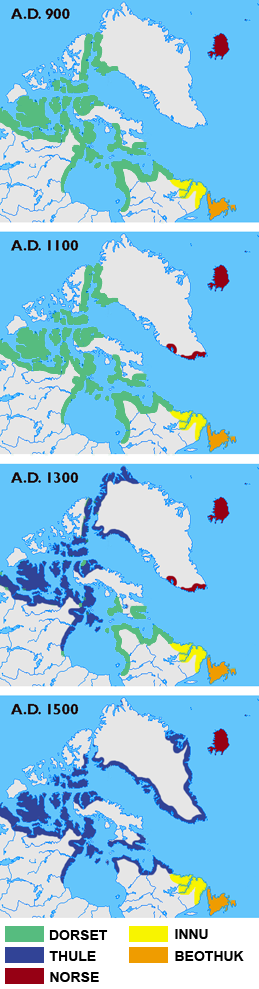
Населённые территории Гренландии в 900—1500 годах

## Ранние палеоэскимосские культуры
История древней Гренландии — история повторяющихся миграций палеоэскимосов с арктических островов Северной Америки. Общей чертой всех этих культур была необходимость выживания в чрезвычайно неблагоприятных условиях самого отдалённого края Арктики на самой границе пригодного для человеческого существования ареала. Даже небольшие колебания климата превращали минимально приемлемые условия в несовместимые с человеческой жизнью и приводили к исчезновению недостаточно приспособленных культур и опустошению целых регионов в результате миграций и вымирания.
Археологи выделяют в Гренландии четыре палеоэскимосские культуры, которые существовали до открытия острова викингами, но сроки их существования определяются очень приблизительно:
- Саккакская культура: 2500 до н. э. — 800 до н. э. на юге Гренландии;
- Культура Индепенденс I: 2400 до н. э. — 1300 до н. э. на севере Гренландии;
- Культура Индепенденс II: 800 до н. э. — 1 до н. э. преимущественно на севере Гренландии;
- Ранняя дорсетская культура, Дорсет I: 700 до н. э. — 200 н. э. на юге Гренландии.

Эти культуры не были уникальны для Гренландии. Как правило, они возникали и развивались на территориях арктической Канады и Аляски задолго до своего проникновения в Гренландию, и могли сохраняться в других местах Арктики после их исчезновения с острова.
После упадка культуры остров оставался незаселённым на протяжении столетий. Носители инуитской культуры туле, предки современных коренных жителей Гренландии, начали проникать на север острова в начале XIII века.

## Поселения викингов
Около 980 года викинг Эрик Рауди (Рыжий) был приговорён к трёхлетнему изгнанию из Исландии за убийство соседа. Он решил отплыть на запад и добраться до земли, которую в ясную погоду можно увидеть с вершин гор западной Исландии. Она лежала на расстоянии 280 км от исландского берега; согласно сагам, ранее туда плавали норвежец Гуннбьёрн Ульфсон (нач. X в.), в честь которого её называли «гуннбьёрновыми шхерами», и исландец Снэбьёрн Боров (до 978 г.).
Эрик отплыл на запад в 982 году вместе с семьёй, слугами и скотом, но плавучий лёд помешал ему высадиться на берег; он был вынужден обогнуть южную оконечность острова и высадился вблизи Юлианехоб (Какорток). На протяжении трёх лет своего изгнания Эрик не встретил на острове ни одного человека, хотя во время своих путешествий вдоль побережья он доходил до острова Диско, далеко на северо-запад от южной оконечности Гренландии.
По окончании срока своего изгнания Эрик Рыжий в 986 году вернулся в Исландию и начал поощрять местных викингов к переселению на новые земли. Он назвал остров Гренландией (норв. Grønland), которая дословно значит «Зеленая земля». Вокруг уместности этого названия до сих пор продолжаются споры; кое-кто считает, что в те времена климат в этих местах благодаря средневековому климатическому оптимуму был мягкий, и прибрежные районы юго-запада острова действительно были покрыты густой травянистой растительностью; другие считают, что такое название было выбрано с единственной целью — привлечь к острову больше поселенцев.
Согласно сагам, Эрик Рыжий отплыл из Исландии с 25 кораблями, из которых лишь 14 с 350 поселенцами добрались до Гренландии, и основал на острове первое европейское поселение Eystribyggd (Восточное поселение). Свидетельства саг подтверждаются результатами радиоуглеродного анализа археологических находок, которые были найдены на месте прежнего Братталида (теперь Кассиарсук), резиденции Эрика Рыжего вблизи современного Нарсарсуака, и датируются приблизительно 1000 годом н. э.
В период своего расцвета колония насчитывала от 3000 до 5000 жителей, которые сначала населяли два поселения: Восточное (Eystribyggd) на месте современного Какортока на южном конце острова, где находилось имение Эрика Рыжего Братталид, и Западное (Vestribyggd) на месте современного Готхоба (до 1979 г.), сейчас Нуук. Территория была разделена между жилищами, которых известно свыше 400. Это была достаточно большая колония (для сравнения, сейчас население всей Гренландии составляет около 56 000 человек). Её экономической основой была торговля с Европой моржовыми бивнями; также экспортировались пенька, бечёвки, овцы, кожи рогатого скота и тюленей; возможно, также вывозилась вяленая рыба (треска), которая составляет основу экономики современной Гренландии. В Гренландии совсем нет лесов, и потому колония полностью зависела от снабжения древесиной, которая была особенно нужна для судостроительства, из Норвегии и Исландии. Также из Европы завозились железные изделия и некоторые пищевые продукты. Торговые суда из Исландии ежегодно посещали колонию, иногда оставаясь здесь на зиму, реже появлялись норвежские корабли с континента.
В начале XI века в Гренландию начало проникать христианство. Согласно сагам, его принёс сюда Лейф Эриксон, второй сын Эрика Рыжего, который посетил Норвегию и был обращён в христианство норвежским королём Олафом I, а затем был послан обратно в Гренландию с целью распространения христианства среди местных жителей. Вернувшись в Гренландию, Лейф начал проповедовать христианство и обратил в него свою мать, которая построила первую на острове церковь в имении Эрика Рыжего Братталид. В 1126 году в Гренландии было основано епископство в Гардаре (современный Игалику), подчинённое архиепископу Нидароса (современный Тронхейм) в Норвегии; археологи нашли остатки по крайней мере пяти гренландских церквей.
Гренландцы предпринимали экспедиции дальше на запад, в результате чего ими задолго до Колумба была открыта Северная Америка. Примерно в 1000 году всё тот же Лейф Эрикссон с командой из 35 человек открыл три региона американского побережья: Хеллуланд (вероятно, Баффинова Земля) , Маркланд (предположительно — полуостров Лабрадор) и Винланд, получивший своё название за большое количество произраставших там виноградных лоз (возможно, это было побережье Ньюфаундленда близ современного местечка Л'Анс-о-Медоуз). Там же были основаны и несколько поселений. Скандинавы даже вступили в контакт со «скрёллингами» — североамериканскими индейцами. Поначалу отношения были мирными, но через несколько лет испортились, и постоянные набеги скрёллингов вынудили викингов оставить свои поселения.
После 1120-х годов бивни западных атлантических моржей, на которых охотились жители Гренландии, почти полностью вытеснили в Западной Европе бивни атлантических моржей восточной группы. С начала XV века бивни моржа постепенно заменяются бивнями слонов.

### Упадок первых колоний
Гренландская колония была независимой республикой до 1261 года, когда её население присягнуло на верность норвежскому королю: в обмен на уплату налогов Норвегия обязывалась обеспечивать снабжение колонии необходимыми материалами, ежегодно посылая к острову торговую экспедицию; даже после этого Гренландия продолжала пользоваться значительной внутренней автономией и жить по своим законам. В 1380 году Норвегия вошла в личную унию с Датским королевством, создав основание для датских претензий на остров в XVIII веке.
Ухудшение климата, которое началось в XIV веке, затруднило сельское хозяйство и скотоводство на острове и способствовало ускорению упадка гренландской колонии. Эпидемия чумы («Чёрная смерть») в середине XIV века опустошила остров, уменьшив его население наполовину. Когда Норвегия, вместе с Исландией и Гренландией, вошла в состав Дании, условия ухудшились ещё больше: теперь остров посещали лишь пиратские корабли. Приблизительно в 1350 году было оставлено Западное поселение; этому, возможно, способствовало появление в этих местах инуитов — носителей культуры Туле, которые в 1379 году уже подошли к окраинам Восточного Поселения. В 1378 году было упразднено епископство в Гардаре. Последнее письменное свидетельство о гренландских поселенцах — церковная запись о браке — относится к 1408 году; начиная с этой даты, никаких прямых свидетельств о жизни колонии не существует. По-видимому, скандинавские поселенцы полностью исчезли с острова на протяжении следующих 150 лет. По данным российского археолога А. И. Анохина, последние гренландские норманны жили здесь ещё в первой четверти XVI века. Но датские миссионеры, которые прибыли в Гренландию в XVIII веке, надеясь найти потомков прежних европейских поселенцев, встретили здесь лишь эскимосов.

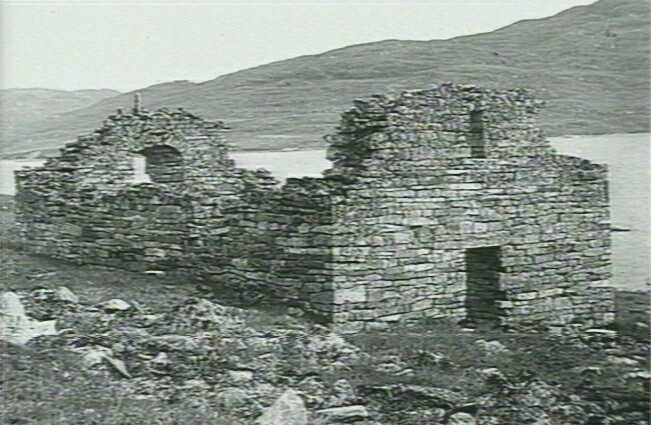
Последнее письменное свидетельство о гренландских викингах — запись о свадьбе в церкви Хвалси принадлежит к 1408 году. Руины этой церкви на юге Гренландии — один из наиболее хорошо сохранившихся памятников культуры викингов.

Существуют много теорий относительно причин исчезновения норвежских поселений в Гренландии. Джаред Даймонд, автор книги «Коллапс: Почему одни общества выживают, а другие умирают», перечисляет пять факторов, которые могли способствовать исчезновению гренландской колонии: ухудшение окружающей среды, климатические изменения, вражда с соседними народами, изоляция от Европы, неспособность к адаптации. Изучению этих факторов посвящено большое количество научных исследований и публикаций.
Более поздние археологические изыскания также показали, что предыдущие оценки населения острова, возможно, являются завышенными. Утверждается, что число одновременно проживавших на острове викингов не превышало 2,5 тысяч, а процесс вымирания колоний был куда более длительным, чем считалось ранее. Было выявлено и сильно возросшее социальное расслоение жителей острова, что сильно сказалось на жизнеспособности колонии: обедневшие фермеры были вынуждены перейти на занятие охотой, а некоторые молодые норманны, вероятно, искали возможность уплыть с острова в Исландию или Европу на редко заходящих торговых судах.

#### Ухудшение окружающей среды
Растительность Гренландии принадлежит к тундровому типу и состоит преимущественно из осоки, пушицы и лишайников; деревья почти отсутствуют, за исключением карликовой берёзы, ивы и ольхи, которые растут в некоторых местах. Здесь очень мало плодородных земель, которые, в результате отсутствия лесов, страдают от эрозии; к тому же короткое и холодное лето делает земледелие практически невозможным, поэтому норвежские поселенцы были вынуждены в основном заниматься скотоводством. Избыточная эксплуатация пастбищ в чрезвычайно чувствительной тундровой среде с нестабильными грунтами могла усилить эрозию, привести к ухудшению пастбищ и падению их производительности.

#### Климатические изменения
Результаты бурения ледникового льда позволяют узнать о климатическом положении в Гренландии на протяжении столетий. Они показывают, что во время средневекового климатического оптимума действительно наблюдалось некоторое смягчение местного климата с 800 по 1200 годы, однако в начале XIV века началось похолодание; «малый ледниковый период» достиг своего пика в Гренландии приблизительно в 1420-х годах. Напротив, другие исследователи считают, что климатический оптимум был локальным, сугубо европейским явлением. В северо-западной Атлантике, видимо, климат был холодным изначально. Нижние слои мусорников вблизи самых старых норвежских поселений содержат значительно больше костей овец и коз, чем свиней и крупного скота; однако в отложениях середины XIV в. возле богатых жилищ находятся только кости крупного рогатого скота и оленей, а возле бедных — почти сплошные тюленьи кости. Версия об упадке скотоводства в результате похолодания и изменения в характере питания гренландских викингов подтверждается также исследованиями скелетов с кладбищ вблизи норвежских поселений. Большинство этих скелетов носят следы выраженных рахитических изменений, характеризуются деформацией позвоночника и грудной клетки, у женщин — тазовых костей.

#### Вражда с соседями
Во время основания норвежских поселений Гренландия была почти полностью лишена местного населения, но впоследствии скандинавские поселенцы были вынуждены войти в контакт с инуитами. Инуиты культуры туле начали прибывать в Гренландию с острова Элсмир в конце XII — начале XIII ст. Исследователям известно, что викинги называли инуитов, как и аборигенов Винланда, скрелингами (норв. skræling). «Исландские Анналы» — один из немногочисленных источников, которые свидетельствуют о существовании контактов между норвежцами и гренландскими эскимосами. В них рассказывается о нападении последних на норвежцев, во время которой восемнадцать белых поселенцев были убиты, а двое детей были захвачены в плен. Существуют археологические свидетельства того, что эскимосы вели с норвежцами торговлю, поскольку при раскопках эскимосских стоянок находят много изделий норвежской работы; однако норвежцы, по-видимому, не очень интересовались аборигенами, по крайней мере, находки эскимосских артефактов в поселениях викингов неизвестны. Норвежцы также не переняли от эскимосов технологию строительства каяков и приёмы охоты на кольчатую нерпу. В целом, как считается, отношения норвежцев с гренландскими эскимосами были достаточно враждебны. Из археологических свидетельств известно, что к 1300 году зимние стоянки эскимосов существовали уже по берегам фьордов возле Западного поселения. Где-то между 1325 и 1350 годами норвежцы полностью оставили Западное поселение и его окрестности, возможно, из-за неудачного противостояния нападениям эскимосов.
Американский историк Кирстен Сивер в своей книге «Замороженный отголосок» пытается доказать, что гренландцы имели значительно более крепкое здоровье и питались лучше, чем считалось ранее, а потому отрицает версию о вымирании гренландской колонии от голода. Более вероятно, утверждает она, что колония погибла в результате нападения индейцев, пиратов или европейской военной экспедиции, о которой история не сохранила сведений; также вероятно переселение гренландцев обратно в Исландию или в Винланд в поисках более благоприятных условий для проживания.

#### Контакты с Европой
При тихой зимней погоде корабль осуществлял 1400-километровое путешествие от Исландии к югу Гренландии за две недели. Гренландцы должны были поддерживать отношения с Исландией и Норвегией, чтобы торговать с ними. Гренландцы не могли сами строить корабли, потому что не имели леса, и зависели от поставок исландских купцов и от экспедиций за древесиной к Винланду. Саги рассказывают об исландских торговцах, которые плавали торговать в Гренландию, но торговля находилась в руках обладателей больших имений. Именно они торговали с прибывшими купцами, а затем перепродавали товары мелким землевладельцам. Основной статьёй гренландского экспорта были моржовые бивни. В Европе они использовались в декоративном искусстве как замена слоновой кости, торговля которой пришла в упадок во время вражды с исламским миром в эпоху крестовых походов. Считается вероятным, что в результате улучшения отношений Европы с миром ислама и с началом транссахарской караванной торговли слоновой костью спрос на моржовые бивни значительно упал, и это могло способствовать потере интереса купцов к Гренландии, сокращению контактов и окончательному упадку норвежской колонии на острове.
Впрочем, культурное влияние христианской Европы чувствовалось в Гренландии достаточно хорошо. В 1921 году датский историк Пауль Норланд откопал захоронение викингов на церковном кладбище вблизи Восточного поселения. Тела были одеты в европейскую средневековую одежду XV столетия и не имели признаков рахитических изменений и генетического вырождения. Большинство имело на шеях распятие и составленные в молитвенном жесте руки.
Из записей папских архивов известно, что в 1345 году гренландцы были освобождены от уплаты церковной десятины из-за того, что колония серьёзно пострадала от эпидемии и набегов эскимосов.
Последним судном, которое посетило Гренландию где-то в 1510-х годах, был исландский корабль, который унесло штормом на запад. Его команда не вступала в контакт с какими-либо жителями острова.
Немного ранее, около 1501 года, в районе Гренландии побывала португальская экспедиция. Повторное открытие европейцами Гренландии, как считается, было совершено около 1500 года португальской экспедицией братьев Корте Реал. Именно им обычно приписывается повторное открытие Гренландии европейцами.

#### Неспособность адаптироваться
Последний из пяти факторов допускает, что норвежцы просто оказались неспособными приспособиться к жизни в Гренландии. Саги свидетельствуют, что некоторые из норвежцев покинули Гренландию в поисках другого края по имени Винланд, но после столкновений с враждебными аборигенами вернулись назад. Очевидно, норвежцы чувствовали, что Гренландия не может быть местом постоянного жительства, в частности в результате факторов, перечисленных выше. Однако, невзирая на это, колония смогла просуществовать на протяжении 450 лет. Археологические исследования свидетельствуют, что норвежцы делали всё что могли, чтобы приспособиться к местным условиям — некоторые из них полностью изменили уклад своей жизни. Наиболее вероятно, что исчезновение гренландских викингов было следствием не какого-то одного фактора, а определённой их комбинации.
Загадке добавляет интриги практически полное отсутствие остатков рыбы и рыбных костей в мусорниках норвежских поселений. Рыба занимает очень значительное место в диете как средневековых исландцев и инуитов, так и современных гренландцев, однако среди гренландских викингов, по-видимому, существовало какое-то предубеждение против неё. Джаред Даймонд допускает, что, возможно, на раннем этапе основания колонии какое-то выдающееся лицо отравилось рыбой, и поскольку норвежцы не хотели рисковать своей жизнью в этих местах, которые не прощают ошибок, впоследствии табу на потребление рыбы вошло составной частью в местную культурную традицию, осложнив выживание, когда климат ухудшился и другие источники пищи обеднели.
В настоящее время существует несколько версий случившегося. Все они распадаются на две основные группы: 1) гибель колонии от недостатка снабжения; 2) карательная экспедиция наёмников Испании или Португалии перед заключением Тордесильясского договора, разделившего Северную и Южную Америку по зонам влияния этих стран.

### Датские экспедиции в Гренландию в XV веке
1470 год. Экспедиция адмиралов Ханса Потхорста и Пиннинга (штурманом был Енс Скульп). Эта экспедиция — единственное объяснение нахождения в захоронениях гренландцев одежды по европейской моде 2-й половины XV века. Отмечена на почтовых марках, посвящённых 1000-летию гренландской истории. Очень вероятное «доколумбово» открытие Америки, о котором стало известно в Европе и после которого появилась заинтересованность в дальнейших экспедициях.
Марка в честь экспедиции 1470 года
1477 год. Вторичное посещение Гренландии Енсом Скульпом (Скольвусом). Участие португальцев (Кортириал, Жуан Ваш) в составе датской экспедиции.
1500-1502 гг. Португальская экспедиция сыновей Жуана Кортириала — Мигеля и Гашпара — через Гренландию в Америку, окончившаяся гибелью их обоих.

### Гибель колоний
1530 год. Норвежский корабль зафиксировал гибель Западного поселения.
1540 год. Исландец Йон Гренландец зашёл в фьорд Восточного побережья, где обнаружил каменные постройки и мумифицированные останки мужчины в меховом комбинезоне с капюшоном. Подтверждена гибель Восточного поселения.
1609 год. С этого года Гренландию стали посещать датские экспедиции на регулярной основе (Енс Биелкес).

## Культура туле в Гренландии

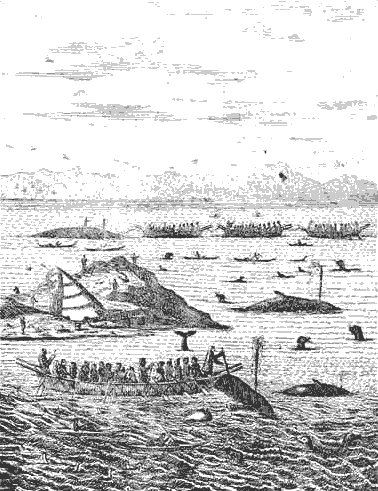
Китобойный промысел гренландцев, гравюра XVIII века по эскизу Ганса Эгеде

Вполне вероятно, когда викинги прибыли в Гренландию, они были не единственными жителями острова; новая миграция эскимосов, представителей поздней дорсетской культуры, возможно, состоялась незадолго до их прибытия. Однако эта культура эскимосов ограничивалась далёким северо-западом острова, на большом расстоянии от норвежских поселений в южной Гренландии. Некоторые археологические свидетельства позволяют допустить, что представители этого народа появились на острове незадолго до викингов. Археологи нашли остатки стоянок, где во время путешествий могли время от времени собираться от четырёх до тридцати семейных групп. Эта культура полностью исчезла где-то в 1300-х годах, приблизительно в то же время, когда было оставлено Западное поселение викингов.
Начиная приблизительно с 1200 года, в Гренландию начинают прибывать представители совсем другого народа — носители культуры туле, которая возникла за 200 лет до того где-то на западе Аляски и распространилась по всему арктическому побережью Северной Америки. Тулийские эскимосы, предки современных гренландских инуитов, поселились к югу от области расселения поздне-дорсетской культуры и отсюда распространились по большим территориям западной и восточной Гренландии. Этот народ обнаружил высокую степень адаптивности и хорошо приспосабливался к местным условиям, питаясь охотой на практически любых животных, которые встречались как на суше, так и в море. Тулийцы жили преимущественно оседло, создавая большие запасы пищи, которая помогала им пережить голодные зимние месяцы. Сначала они избегали местностей в высоких широтах крайнего севера Гренландии. Природа контактов между местными культурами туле, дорсет и норвежцами остаётся неясной. В раскопках стоянок культуры дорсет предметы норвежского производства полностью отсутствуют, но существуют непрямые свидетельства контактов, так называемые «экзотичные элементы», не характерные для культуры в целом: винтовая резьба на костяных орудиях труда и резные фигурки людей с бородой. В то же время на раскопках стоянок Туле находят много предметов норвежской работы.
Возможно, между эскимосами и викингами существовал какой-то обмен объектами материальной культуры, но относительно форм этого обмена среди специалистов нет согласия; существуют как теории, которые допускают морскую торговлю викингов с эскимосами Канады, так и такие, которые объясняют появление среди эскимосов норвежских предметов грабежом оставленных викингами поселений.
В фольклоре инуитов и в исландских письменных источниках вспоминаются вооружённые конфликты и похищения людей как с одной, так и с другой стороны. Вероятно, инуиты, изобретательные и умелые охотники, сокращали пищевую базу викингов, вытесняя их из охотничьих территорий центральной части западного побережья. Это могло быть одним из факторов, которые привели к исчезновению как дорсетской, так и норвежской культуры, однако немногие из исследователей считают этот фактор решающим. Какие бы трудности ни постигли тогда гренландцев, эскимосы культуры туле оказались наиболее изобретательными в их преодолении, о чём свидетельствует уже то, что они выжили и дали начало современному населению острова.

## Датское управление
В 1536 году, когда Дания и Норвегия официально объединились в единое государство, Гренландия стала считаться не норвежскими, а датскими владениями. Хотя контакты с островом прервались, датский король продолжал считать себя сувереном Гренландии; такое отношение нашло своё отражение во включении изображения белого медведя в датский герб.
В 1578 году король Дании Фредерик II наконец послал экспедицию под командованием некоего Магнуса Хеннингсена, который видел берег Гренландии, но не высаживался на него. Это было приблизительно в то же время, когда Мартин Фробишер высадился в южной Гренландии, принял её за мифическую северную землю «Фрисландия».
С этого времени Гренландия стала территорией, довольно хорошо известной во всем мире. Различные английские экспедиции в поисках Северо-западного прохода изучили её берега по крайней мере до 75° северной широты.
В 1652—1654 годах по инициативе датского короля Фредерика III, главный управляющий таможней в Копенгагене Генрих Миллер снарядил три экспедиции в Гренландию, которые возглавлял английский капитан Дэвид Даннел. Последняя из них привезла в Данию трёх гренландских эскимосок разного возраста, доставленных позже в резиденцию герцога Гольштейн-Готторпского Фридриха III замок Готторп, где с ними познакомился известный немецкий учёный и путешественник Адам Олеарий, записавший около сотни слов из их языка, а также отметивший сходство их внешности и привычек с встречавшимися ему в России самоедами.
В XVII веке, с развитием китобойного промысла, английские, немецкие и голландские китобои начали посещать гренландские прибрежные воды. Иногда моряки сходили на берег, хотя никогда не устраивали постоянных поселений. В 1721 году к Гренландии была отправлена совместная торгово-миссионерская экспедиция с норвежским миссионером Хансом Эгеде во главе. Датское правительство опасалось, что, если в Гренландии сохранились европейцы, то они могли даже сейчас, через 200 лет после Реформации, остаться католиками, или даже отойти от христианства. 
Датчанин Якоб Северин убедил Кристиана VI и его совет предоставить Бергенской Гренландской компании компании полную монополию на торговлю в Гренландии в 1734 году. Северин расширил датское присутствие на западном побережье, основав поселения Кристиансхоб (1734), Якобсхавн (1741) и Фредериксхоб (1742). Это не устраивало голландских китобоев, и противоборствующие стороны вступили в бой при Якобсхавне в 1739 году, в котором датчане одержали победу
Когда после Наполеоновских войн Норвегия отделилась от Дании, Дания сохранила все заморские колонии, включая Гренландию. В XIX веке Гренландией стали интересоваться полярные исследователи и учёные, такие как Вильям Скорсби и Кнуд Расмуссен. Датская колониальная власть в Гренландии укреплялась, а миссионерская активность имела успех. В 1861 году начал печататься первый журнал на гренландском языке. Однако, согласно с колониальной практикой, датские законы распространялись только на датских жителей острова.
В начале XIX века северная часть Гренландии оставалась практически ненаселённой; здесь существовали лишь немногочисленные дома охотников, которые иногда посещали эти места. Однако на протяжении столетия на эти земли начали переселяться семьи инуитов из Канады. Последняя партия переселенцев прибыла сюда в 1864 году. На протяжении того же времени восточное побережье острова практически обезлюдело из-за ухудшения экономических условий.
Первые демократические выборы окружных советов состоялись в Гренландии в 1864—1865 годах, хотя создать единственный представительский орган для острова в целом разрешено не было. В 1911 году были созданы два ландстинга, для северной и южной частей острова; они не были окончательно объединены до 1951 года. В то время большинство решений относительно дел колонии принимались в Копенгагене, где гренландцы не имели политического представительства.
В конце XIX века датская торговая монополия начала критиковаться торговцами. Они считали, что содержание местного населения в пределах бездоходной экономики сдерживает развитие рыбной промышленности, которая имеет большой потенциал. Большинство гренландцев, однако, выражались за сохранение статус-кво, считая, что торговая монополия служит интересам местного китобойного промысла. Впрочем, Дания постепенно начала увеличивать инвестиции в развитие рыбной промышленности.
В Первой мировой войне Гренландия была нейтральной колонией.
В 1951 году датские власти инициировали социальный эксперимент, целью которого было создание новой элиты в Гренландии. В рамках этого проекта 22 ребенка в возрасте от пяти до восьми лет были отправлены из Гренландии в Данию для обучения датскому языку и культуре, с намерением, чтобы они впоследствии вернулись и стали связующим звеном между двумя обществами. 
По прибытии в Данию дети были лишены контакта с семьями и помещены в приемные семьи или детские дома. Спустя два года 16 из них вернулись в Гренландию, но вместо воссоединения с родственниками были помещены в детский дом и многие из них больше не видели своих семей. Этот опыт нанес серьезный ущерб их психическому здоровью и культурной идентичности. 
В декабре 2020 года премьер-министр Дании Метте Фредериксен официально извинилась перед оставшимися в живых участниками этого эксперимента, признав, что государство не оправдало их доверия. В марте 2022 года шесть выживших получили компенсацию от датского правительства в размере 250 000 крон (около 37 800 долларов США) каждому. 
Этот инцидент подчеркивает настоящее отношения Датского государства к населению своей колонии.

## Предложения США о покупке Гренландии
В 1867 году государственный секретарь Уильям Генри Сьюард изучал возможность покупки Гренландии и, возможно, Исландии. Оппозиция в Конгрессе США отклонила этот проект.
После Второй мировой войны Соединённые Штаты Америки проявили интерес к Гренландии, а в 1946 году предложили купить остров у Дании за 100 миллионов долларов. Дания отказалась его продавать.
В XXI веке Соединённые Штаты, согласно WikiLeaks, по-прежнему заинтересованы в добыче углеводородов у побережья Гренландии. В августе 2019 года американский президент Дональд Трамп вновь предложил купить Гренландию, что вынудило премьер-министра Гренландии Кима Кильсена выступить с заявлением:
Гренландия не продаётся и не может быть продана, но Гренландия открыта для торговли и сотрудничества с другими странами, включая Соединённые Штаты

## Стратегическое и политическое значение
После того, как Норвегия в 1905 году получила полную независимость, она отказалась признать датский суверенитет над Гренландией, которая была норвежским владением и отделена в 1814 году. В 1931 году норвежский китобой Хальвард Деволд по собственной инициативе занял ненаселённый восточный берег Гренландии. Впоследствии этот захват был поддержан норвежским правительством (Земля Эрика Рыжего). Двумя годами позже Постоянная палата международного правосудия вынесла решение в пользу Дании, с которым Норвегия согласилась.
Во время Второй мировой войны, когда Германия начала морские операции в арктических водах вокруг Гренландии, Генрик Кауфманн, датский посланник в США, отказавшийся признать немецкую оккупацию Дании, 9 апреля 1941 года подписал соглашение с Соединёнными Штатами, которое предоставило американским военно-воздушным силам право использования баз на территории Гренландии. На протяжении войны Гренландия пользовалась практически всеми преимуществами независимого государства, поскольку датское правительство испытывало понятные трудности в управлении островом, и благодаря высокому спросу на продукты гренландского экспорта, в частности криолит, снабжение острова во время войны взяли на себя США и Канада. В 1945 году Гренландия была возвращена Дании.

Иллюстрация «Полярные круги» в газете «Time» от 27 января 1947 года.

После Второй мировой войны между США и Советским Союзом возникла открытая напряжённость, которая вылилась в Холодную войну. Противостояние между сверхдержавами происходило так же и в Арктике. В 1946 году со стороны США Дании было предложено 100$ миллионов золотом за крупнейший в мире остров. Учитывая геостратегическое расположение Гренландии и текущую геополитическую напряжённость, покупка острова по праву считалась «военной необходимостью». Предложение 1946 года было секретным. Это было широко раскрыто только в 1991 году, когда датская газета обнаружила рассекреченные документы. В СМИ предположили, что также рассматривался вопрос о списании долга Дании в 70 миллионов долларов в обмен на Гренландию. 27 января 1947 года в газете «Time» вышла статья сопровождавшаяся иллюстрацией под названием «Полярные круги». В этой иллюстрации была изображена карта северного полушария, где концентрическими кругами, исходящими из районов Аляски, и Гренландии показана дальность до главных мировых столиц, включая Токио, Москву, Каир и Тегеран. В 1967 году королевство Дания отклонило первый запрос Государственного департамента США на сделку по продаже. Также тогда предполагалось включить в сделку и Исландию.
Покупка Гренландии, как говорится, станет лучшим способом решения этой проблемы. Это также принесло бы США существенное военное преимущество. 800 000 квадратных миль Гренландии делают её крупнейшим в мире островным и стационарным авианосцем. Это будет столь же ценно, как аэродром на Аляске, в течение следующих нескольких лет, пока бомбардировщики с радиусом действия 10 000 миль будут широко использоваться. Это было бы передовой позицией для будущих мест запуска ракет.

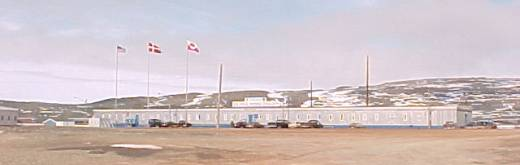
Авиабаза Туле, основанная после Второй мировой войны, самая северная авиабаза США

Во время Холодной войны Гренландия имела незаурядное стратегическое значение для контроля морских путей, которые связывали советские океанские порты в Арктике с Атлантикой, а также как удобное место для развёртывания систем раннего предупреждения о запусках межконтинентальных баллистических ракет, которые могли перелететь с территории Советского Союза в Америку через Арктику. США были особенно заинтересованы в использовании этих преимуществ, и в 1951 году на замену соглашения Кауфманна было составлено другое. Авиабаза Туле вблизи посёлка Туле на северо-западе острова была преобразована в постоянную базу воздушных сил. В 1953 году несколько эскимосских семей было переселено из своих домов с целью расширения авиабазы; это событие стало постоянным источником напряжения в отношениях между датским правительством и местным населением Гренландии. Это напряжение только выросло, когда 21 января 1968 года произошла ядерная авария: недалеко от базы разбился B-52 Stratofortress с шестью водородными бомбами на борту, разбросав большое количество плутония по близлежащим льдам. Хотя почти весь плутоний был собран, местные жители ещё долго жаловались на то, что у животных рождаются больные детёныши с деформированным скелетом.

Новые границы Арктики согласно Международной конвенции 1982 года

Согласно истории правового режима Арктики, первоначально существовало секторальное деление акватории Северного Ледовитого океана, согласно которому Арктика была условно поделена между сопредельными циркумполярными государствами, причем северный полюс является границей всех заинтересованных государств. Таким образом, как владелица Гренландии, Дания получала возможность претендовать на одну из пяти арктических зон (секторов), занимающую до одной пятой от всей площади арктического бассейна.
В 1982 году была принята Конвенция ООН по морскому праву, по которой территориальная юрисдикция государства распространяется лишь на шельф, а внешельфовая зона объявлялась международной.

## Самоуправление
Колониальный статус Гренландии был упразднён в 1953 году, когда она стала неотъемлемой частью Датского королевства и получила представительство в Фолькетинге — датском парламенте. Дания также начала программу распространения медицинской помощи и образования среди гренландцев. С целью облегчения этого население начало всё больше концентрироваться в крупных населённых пунктах. Поскольку подавляющее большинство местных жителей были рыбаками и охотниками, которые имели трудности с поиском работы в городе, концентрация населения привела к росту безработицы и другим социальным проблемам, которые Гренландия до сих пор пытается преодолеть.
Когда позже Дания начала сотрудничество в рамках будущего Европейского союза, разногласия между прежними метрополией и колонией ещё больше выросли. Гренландцы считали, что европейский таможенный союз помешает их торговле, которая велась преимущественно с неевропейскими странами — США и Канадой. Когда Дания, вместе с Гренландией, вошла в союз (невзирая на то, что на референдуме 70,3 % гренландцев высказались против), многие из местных жителей начали чувствовать, что представительства в Копенгагене недостаточно, и местные партии начали кампанию за внутреннее самоуправление. Автономия Гренландии была ратифицирована Фолькетингом в 1978 году и вступила в силу в следующем году. 23 февраля 1982 года 53 % гренландцев проголосовали за выход из состава Европейского Содружества, который состоялся в 1985 году.
Автономная Гренландия провозгласила себя государством народа инуитов. Датские географические названия были изменены на местные. Страна стала называться Калааллит Нунаат. Административный центр острова, Готхоб, стал Нууком, столицей почти суверенной страны, а в 1985 году был принят гренландский флаг. Впрочем, движение за независимость острова пока ещё остаётся слабым.

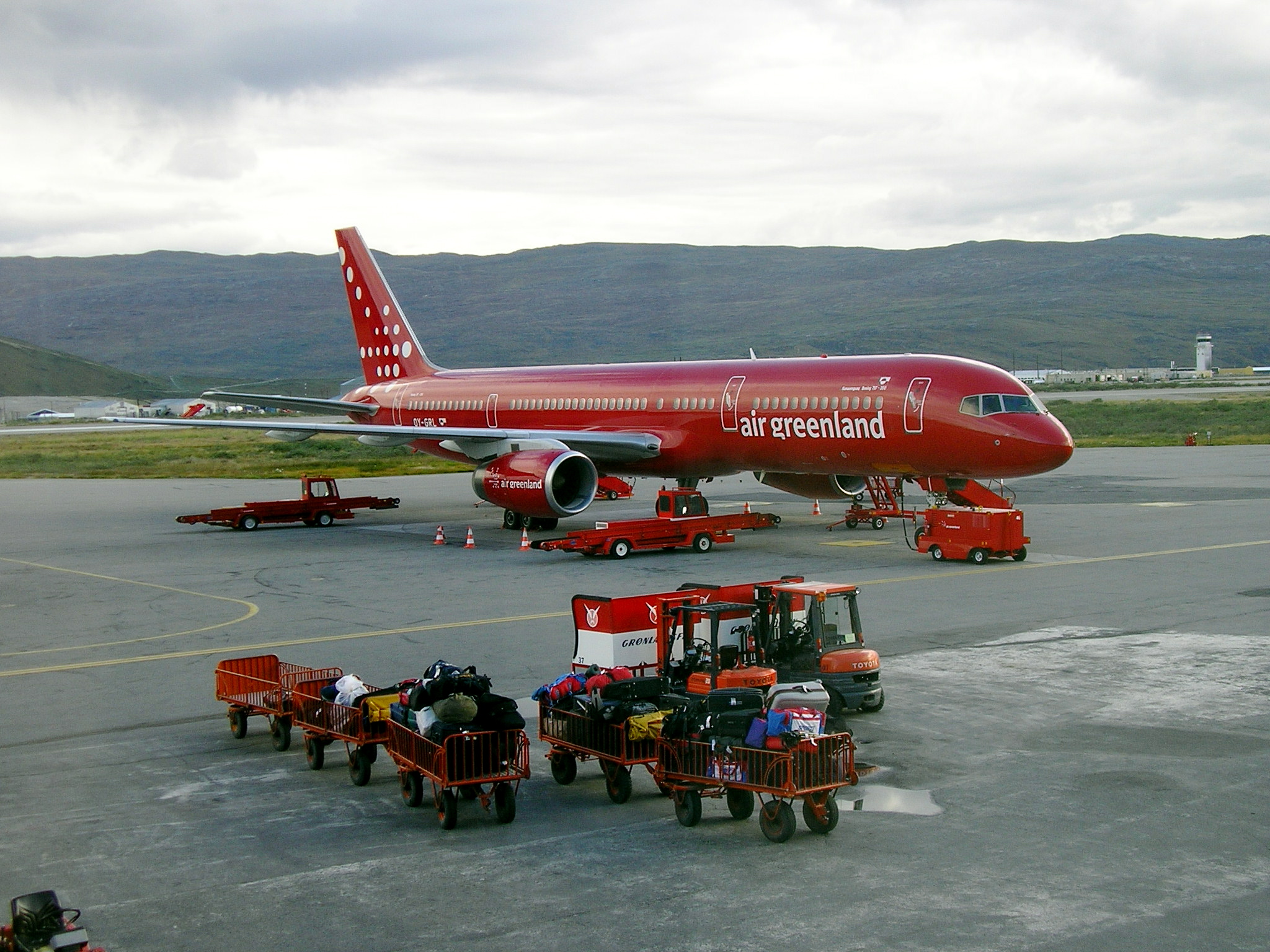
Boeing 757-200 в аэропорту Кангерлуссуака.

Внешние отношения, которые на протяжении длительного времени были прерогативой Дании, сейчас преимущественно находятся в ведении правительства автономии. После выхода из Европейского союза, гренландское правительство подписало с ним специальное соглашение, а также вступило в ряд меньших региональных организаций, установило тесные отношения с Исландией, Фарерскими островами, а также с эскимосским населением Канады и России. Гренландия была также одним из государств-основателей Арктического Совета в 1996 году. На повестке дня — пересмотр положений датско-американского соглашения 1951 года с привлечением к нему автономной Гренландии как равноправной стороны. Гренландия считает целесообразным превратить авиабазу Туле в международную станцию наблюдения и спутниковой связи под контролем Организации Объединённых Наций.
Благодаря прогрессу новейших технологий, особенно развитию авиации, Гренландия в настоящее время стала значительно более доступной для внешнего мира. В 1982 году начались трансляции местного телевидения.
В 2008 году в Гренландии был проведён референдум по вопросу самоуправления, по итогам которого 20 мая 2009 года парламент Дании принял закон о расширенной автономии Гренландии, провозглашенной 21 июня того же года. Как внутри Гренландии, так и вне её, есть люди, которые рассматривают расширение автономии как шаг к независимости Гренландии от Дании. В 2009 г. вместо датского языка официальным стал гренландский, а местные власти получили право распоряжаться недрами.